# Na Cama com Pitanda
Na Cama com Pitanda foi um talk show de variedades brasileiro, produzido pelos Estúdios Globo e exibido pelo Multishow de 10 a 21 de junho de 2024, apresentado por Fernanda Bande e Giovanna Pitel. Teve a direção de Patrícia Cupello e direção de gênero de Mariano Boni.

## Formato
A cada episódio, as ex-sisters Fernanda Bande e Giovanna Pitel recebem convidados na mesma cama em que ficaram presentes no Big Brother Brasil 24, participando de um bate-papo descontraído.

## Episódios
| Episódio | Convidado(a)       | Exibição original   |
| -------- | ------------------ | ------------------- |
| 01       | Valentina Bandeira | 10 de junho de 2024 |
| 02       | Ed Gama            | 11 de junho de 2024 |
| 03       | Diego Martins      | 12 de junho de 2024 |
| 04       | Deborah Secco      | 13 de junho de 2024 |
| 05       | Jonathan Azevedo   | 14 de junho de 2024 |
| 06       | Evelyn Castro      | 17 de junho de 2024 |
| 07       | Vitor DiCastro     | 18 de junho de 2024 |
| 08       | Yasmin Brunet      | 19 de junho de 2024 |
| 09       | Mari Gonzalez      | 20 de junho de 2024 |
| 10       | Gil do Vigor       | 21 de junho de 2024 |

## Produção
Com a popularidade de Fernanda Bande e Giovanna Pitel em alta após a saída de ambas da vigésima quarta temporada do reality show Big Brother Brasil, apesar da primeira ser cotada como uma das favoritas ao prêmio, a TV Globo decidiu promover as ex-sisters como apresentadoras de um programa próprio, usando a cama onde estiveram na casa como um dos cenários, devido a grande repercussão através de memes. A atração teve como título provisório Na Cama - Com Pitel e Nanda. O lançamento oficial do projeto ocorreu no dia 24 de abril de 2024, que também oficializou a contratação das duas com a boa performance na apresentação do TVZ, junto com Preta Gil. Em 24 de maio, o título foi alterado para Na Cama com Pitanda.